# Нанофитон
Нанофитон (лат. Nanophyton; от др.-греч. νᾶνος, nanos — карлик и φυτόν, phyton — растение) — род литофитных растений семейства Амарантовые (Amaranthaceae), распространённый в северных нагорных пустынях и опустыненных степях Азии.

## Ботаническое описание
Подушковидные кустарнички, до 20 см высотой, голые или опушенные в пазухах листьев. Каудекс мощный. Листья очередные, треугольно-яйцевидные, очень скученно расположенные, сидячие, мясистые, кожистые, вальковатые, по верхней поверхности вогнутые; в основании полустеблеобъемлющие, с пучком извилистых простых волосков; по краю перепончатые; на верхушке шиловидные или с заострением.
Цветки обоеполые, одиночные в пазухах верхних листьев, с 2 прицветничками. Околоцветник из 5 свободных, ланцетных, вогнутых, перепончатых листочков в двух кругах (2 в наружном, 3 во внутреннем), при плодах отчетливо увеличивающийся (длиной до 1 см) и вздувающийся. Тычинок 5; нити сплюснутые; пыльники стреловидные. Завязь яйцевидная, сжатая; пестик вальковатый, немного длиннее рылец; рылец 2, загнутые или прямые, линейные.
Плод — яйцевидная или широкояйцевидная семянка, заключенная в околоцветник, в верхней части с водоносными субэпидермальными слоями, иногда слегка окрашенная в красные тона; спинная сторона выпуклая, брюшная сторона вогнутая; околоплодник перепончатый, сросшийся с семенем. Семя вертикальное; семенная кожура перепончатая; зародыш спиральный или плоскоспиральный; перисперм отсутствует.

## Виды
Род включает 8 видов:

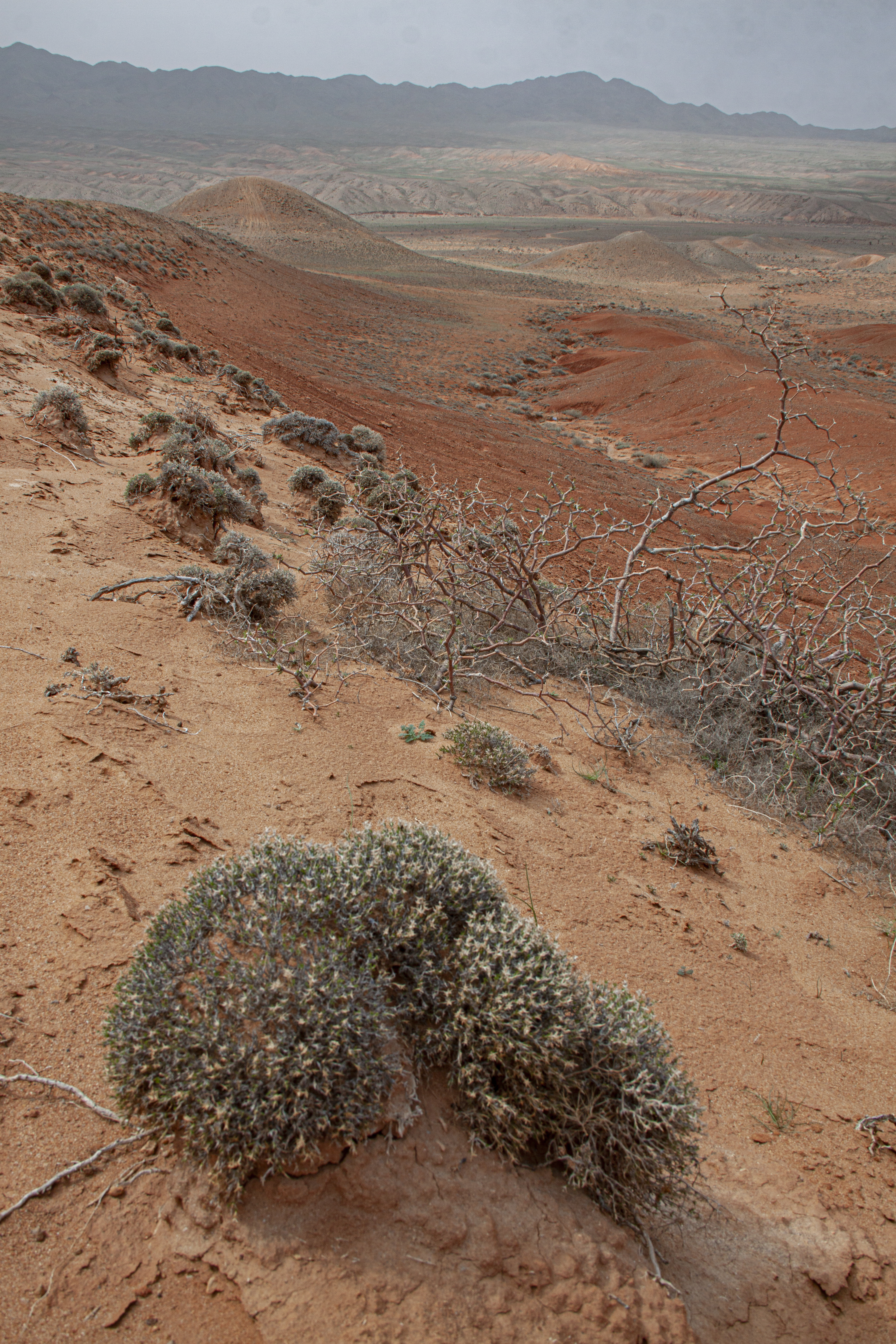
Нанофитон илийский в горах Богуты, Алматинская область, Казахстан

- Nanophyton botschantzevii U.P.Pratov — Нанофитон Бочанцева
- Nanophyton erinaceum (Pall.) Bunge — Нанофитон ежовый
- Nanophyton grubovii U.P.Pratov — Нанофитон Грубова
- Nanophyton iliense U.P.Pratov — Нанофитон илийский
- Nanophyton mongolicum U.P.Pratov
- Nanophyton narynense U.P.Pratov — Нанофитон нарынский
- Nanophyton pulvinatum U.P.Pratov — Нанофитон подушковидный
- Nanophyton saxatile Botsch.